# بويرتو فالارتا
بويرتو فالارتا (بالإسبانية:Puerto Vallarta)، هي مدينة سياحية مكسيكية تقع على المحيط الهادي بمنطقة خليج بانديراس. وتُعتبر ثاني أكبر منطقة حضرية في ولاية مكسيكو بعد  غوادالاخارا متروبوليتان [الإنجليزية].

## التسمية
تلفظ بويرتو بايارتا. أي ميناء بايارتا.

## المناخ
| البيانات المناخية لـPuerto Vallarta, Jalisco, Mexico | البيانات المناخية لـPuerto Vallarta, Jalisco, Mexico | البيانات المناخية لـPuerto Vallarta, Jalisco, Mexico | البيانات المناخية لـPuerto Vallarta, Jalisco, Mexico | البيانات المناخية لـPuerto Vallarta, Jalisco, Mexico | البيانات المناخية لـPuerto Vallarta, Jalisco, Mexico | البيانات المناخية لـPuerto Vallarta, Jalisco, Mexico | البيانات المناخية لـPuerto Vallarta, Jalisco, Mexico | البيانات المناخية لـPuerto Vallarta, Jalisco, Mexico | البيانات المناخية لـPuerto Vallarta, Jalisco, Mexico | البيانات المناخية لـPuerto Vallarta, Jalisco, Mexico | البيانات المناخية لـPuerto Vallarta, Jalisco, Mexico | البيانات المناخية لـPuerto Vallarta, Jalisco, Mexico | البيانات المناخية لـPuerto Vallarta, Jalisco, Mexico |
| الشهر                                                | يناير                                                | فبراير                                               | مارس                                                 | أبريل                                                | مايو                                                 | يونيو                                                | يوليو                                                | أغسطس                                                | سبتمبر                                               | أكتوبر                                               | نوفمبر                                               | ديسمبر                                               | المعدل السنوي                                        |
| ---------------------------------------------------- | ---------------------------------------------------- | ---------------------------------------------------- | ---------------------------------------------------- | ---------------------------------------------------- | ---------------------------------------------------- | ---------------------------------------------------- | ---------------------------------------------------- | ---------------------------------------------------- | ---------------------------------------------------- | ---------------------------------------------------- | ---------------------------------------------------- | ---------------------------------------------------- | ---------------------------------------------------- |
| الدرجة القصوى °م (°ف)                                | 35.0 (95.0)                                          | 35.0 (95.0)                                          | 36.0 (96.8)                                          | 36.0 (96.8)                                          | 43.5 (110.3)                                         | 45.0 (113.0)                                         | 45.0 (113.0)                                         | 39.0 (102.2)                                         | 38.0 (100.4)                                         | 39.0 (102.2)                                         | 37.0 (98.6)                                          | 36.0 (96.8)                                          | 45.0 (113.0)                                         |
| متوسط درجة الحرارة الكبرى °م (°ف)                    | 28.8 (83.8)                                          | 29.0 (84.2)                                          | 29.2 (84.6)                                          | 29.9 (85.8)                                          | 31.0 (87.8)                                          | 32.3 (90.1)                                          | 33.3 (91.9)                                          | 33.7 (92.7)                                          | 33.6 (92.5)                                          | 33.6 (92.5)                                          | 32.3 (90.1)                                          | 29.9 (85.8)                                          | 31.4 (88.5)                                          |
| المتوسط اليومي °م (°ف)                               | 22.8 (73.0)                                          | 22.7 (72.9)                                          | 23.1 (73.6)                                          | 23.6 (74.5)                                          | 25.6 (78.1)                                          | 27.6 (81.7)                                          | 28.1 (82.6)                                          | 28.4 (83.1)                                          | 28.3 (82.9)                                          | 27.9 (82.2)                                          | 26.0 (78.8)                                          | 24.0 (75.2)                                          | 25.7 (78.2)                                          |
| متوسط درجة الحرارة الصغرى °م (°ف)                    | 16.7 (62.1)                                          | 16.3 (61.3)                                          | 16.9 (62.4)                                          | 17.2 (63.0)                                          | 20.2 (68.4)                                          | 22.8 (73.0)                                          | 22.9 (73.2)                                          | 23.0 (73.4)                                          | 22.9 (73.2)                                          | 22.2 (72.0)                                          | 19.7 (67.5)                                          | 18.0 (64.4)                                          | 19.9 (67.8)                                          |
| أدنى درجة حرارة °م (°ف)                              | 11 (52)                                              | 8 (46)                                               | 12 (54)                                              | 11 (52)                                              | 11 (52)                                              | 17 (63)                                              | 21 (70)                                              | 21 (70)                                              | 18 (64)                                              | 16 (61)                                              | 13 (55)                                              | 7 (45)                                               | 7 (45)                                               |
| معدل هطول الأمطار مم (إنش)                           | 33.8 (1.33)                                          | 5.3 (0.21)                                           | 2.0 (0.08)                                           | 1.5 (0.06)                                           | 15.4 (0.61)                                          | 187.6 (7.39)                                         | 328.1 (12.92)                                        | 312.4 (12.30)                                        | 370.0 (14.57)                                        | 93.8 (3.69)                                          | 19.8 (0.78)                                          | 22.5 (0.89)                                          | 1٬392٫2 (54.83)                                      |
| متوسط الأيام الممطرة (≥ 0.1 mm)                      | 2.2                                                  | 0.7                                                  | 0.6                                                  | 0.2                                                  | 1.0                                                  | 10.8                                                 | 16.4                                                 | 15.2                                                 | 15.6                                                 | 5.1                                                  | 1.4                                                  | 1.9                                                  | 71.1                                                 |
| متوسط الرطوبة النسبية (%)                            | 67                                                   | 65                                                   | 65                                                   | 67                                                   | 68                                                   | 69                                                   | 69                                                   | 70                                                   | 70                                                   | 68                                                   | 67                                                   | 68                                                   | 68                                                   |
| المصدر #1: World Meteorological Organization.        |                                                      |                                                      |                                                      |                                                      |                                                      |                                                      |                                                      |                                                      |                                                      |                                                      |                                                      |                                                      |                                                      |
| المصدر #2: Weatherbase                               |                                                      |                                                      |                                                      |                                                      |                                                      |                                                      |                                                      |                                                      |                                                      |                                                      |                                                      |                                                      |                                                      |

## توأمة مدن
- الولايات المتحدة، إلينوي ،هايلاند بارك. [9]
- الولايات المتحدة، كاليفورنيا، سانتا باربارا. [10]
- إسبانيا، خيخون.

## أعلام
- رودولفو ديكسون
- فرنسيسكو خافيير برافو
- ألبرتو راميريز
- فيلهلم فون هومبورغ
- ماركو أنطونيو نازارث